# 居民委員会
居民委員会（きょみんいいんかい）とは、中華人民共和国において都市地域社会に設置された住民組織である。日本の町内会にあたり、住民の相互扶助組織として「大衆的自治組織」と性格づけられる一方、行政系統の末端に位置付けられて、政府の保護を受けながら行政補助機能を担っている。「都市居民委員会組織法」によると「自己管理、自己教育、自己奉仕の末端大衆自治組織」と定義される。

## 概説
居民委員会の歴史は中華民国期の隣保制度（保甲制度等）に遡ることができる。中華人民共和国成立にあたって、全国の都市に居民委員会が設置された後、1954年の「都市居民委員会組織条例」で役割が定められた。1989年12月26日に新たに「都市居民委員会組織法」が採択されている。この居民委員会により、党・政府の主導下、社区の力に拠り、社区の資源を活用して社区機能を強化し、社区の問題を解決し、成員の生活レベルを向上させ、社区の経済、政治文化、環境の協調・発展を促進する過程である「社区建設」が強力に推し進められた。従来の「単位（ダンウェイ）」制度の下で周縁化されていた居民委員会の機能が強化された。居民委員会は行政の末端組織である「街道弁事処」の指導を受け、憲法、法律、法規、国家政策の宣伝、計画出産の管理、社会治安の維持、流動人口の管理、失業者の就業斡旋、青少年教育などの街道弁事処から下達された行政的な活動を行っている。この他にも、居民委員会は住民への福祉サービスや文化活動を行い、ボランティアを組織し、社区の環境美化、衛生管理、"空巣老人"（独居老人）の助け合い等を進めている。